# Partito Socialista Popolare del Montenegro
Il Partito Socialista Popolare del Montenegro (in serbo: Народна Социјалистичка Странка Црне Горе - НСС; Narodna Socijalistička Stranka Crne Gore - NSS) è stato un partito politico socialdemocratico attivo in Montenegro dal 2001 al 2009.

## Storia
Il partito nasce nel 2001 da una scissione del Partito Popolare Socialista del Montenegro, dopo che la dirigenza di quest'ultimo aveva intrapreso una svolta più democratica ed europeista, allontanandosi dall'autoritarismo del Partito Socialista Serbo e del suo leader Slobodan Milošević. Questa decisione aveva provocato l'uscita dal partito della corrente vicina all'ex leader Momir Bulatović.
Nel 2002, l'NSS forma la Coalizione Patriottica per la Jugoslavia insieme al Partito Radicale Serbo e alla Sinistra Jugoslava, che però non supera la soglia di sbarramento e non elegge rappresentanti.
Nel 2006, il partito forma un'alleanza con il Partito Popolare Serbo (SNS), il Partito dell'Unità Democratica, il Partito Socialista di Jugoslavia e altri movimenti minori che andarono a costituire la Lista Serba, eleggendo 12 rappresentanti alle elezioni di quell'anno. L'NSS ottiene un seggio nel Parlamento del Montenegro. In occasione del referendum per l'indipendenza del Montenegro del 2006, il partito supporta la causa unionista.
Nel 2009 NSS e SNS si fondono, dando vita alla Nuova Democrazia Serba.

## Risultati elettorali
| Elezione | Voti   | %      | Seggi  |
| -------- | ------ | ------ | ------ |
| 2001     | 10.702 | 2,9%   | 0 / 75 |
| 2002     | 9.920  | 2,81%  | 0 / 81 |
| 2006     | 49.730 | 14,68% | 1 / 81 |